# 奧原希望
奧原希望（日语：／ Okuhara Nozomi，1995年3月13日—），日本女子羽毛球單打運動員，亦為現役日本國家羽毛球隊（A隊）成員。長野縣大町市出生，畢業於大町市立仁科台中学校及埼玉県立大宮東高等学校，自2013年4月起加入日本Unisys株式會社羽毛球隊；直至2019年1月，轉投太陽控股株式會社，合約期為2年，2024年後屬東京都羽毛球協會旗下。
青年赛方面，2012皆首次夺冠；其中在第15届团体赛事，助国青队有史以来首次登顶亚洲青少年级别。此外，2012皆首次夺冠，其中在第14届单项赛事，亦是首位日本世青赛女单冠军得主。
在亚洲第二赛事，目前并有过赢得亚锦赛女单冠军。在世界羽联团体赛方面，她曾入选優霸盃的主力成员，多次助日本队赢得奖牌，最为出色的佳绩是女团金牌（2018）。此外，她曾四次出任蘇迪曼盃的主力成员，助国家队赢得奖牌，最为出色的佳绩是混团银牌（2015和2019）。在亚洲最高赛事，她曾入选亚运会女单主力，助国家队赢得奖牌，最为出色的佳绩是女团金牌（2018）；其中在第17届混团赛事，助日本队首次登顶立功主力成员。而亚洲区域赛，她曾两次入选亚团赛的主力成员，多次助球队赢得奖牌，最为出色的佳绩是女团金牌（2018）；其中在第2届赛事，为日本羽坛迎来了21世纪后新羽强国崛起。
職業生涯已獲得的女子單打冠軍如下：1座世锦赛(2017）、1座總決赛(2015）、2座全英赛(2016、2021）。
奧運會及世錦賽主项女单方面，2016皆夺得铜牌，其中在第31届赛事，亦是首个日本选手赢得该项目得主。与此同时，2017皆首次夺冠；其中在第23届赛事，亦是首位日本世界冠军女单冠军得主。
全日赛方面，2011和2015皆二度加冕全国冠军；其中在第65届，她首次以高中生的身分赢得，成為該賽事歷年來最年輕的優勝者。

## 簡歷

### 早年及在學時期
奥原希望在小学二年级时，受到父亲和兄姊的影响接觸羽毛球，很快便愛上這項運動；至六年级时，她便夺得全日本小学生ABC大会A组女子單打第二名。
奥原希望在初中二年级時，首次夺得全日本少年羽毛球錦標賽冠军。她在大町市立仁科台中學校畢業後，在埼玉県立大宮東高等學校升读，该校素以体育成績聞名，曾培育出不少优秀的足球和棒球选手。在大宮東高校就讀期間，奥原基本上橫掃國內所有青年組別賽事的女單冠軍，曾先後兩度稱霸全日本少年羽毛球錦標賽及全國高等學校羽毛球錦標賽的女單冠軍。

#### 首奪全國冠軍
2011年10月，當時高中二年级的奧原希望參加在台灣桃園舉行的世界青年羽毛球錦標賽，在女子單打準決賽不敵最終的冠軍、泰國的拉差诺·因达农，無緣晉級，最後僅奪季軍。
同年12月，奧原出戰國內舉行的全日本綜合羽毛球錦標賽，力壓一眾成年選手以及國家隊成員，一舉贏得女單冠軍，並成為該賽事歷年來最年輕的優勝者（16歳8個月）。赛后，奥原希望表示奪冠的心情比较复杂，因對手在決賽棄權而不戰而勝，所以没有太多的感觉；不过拿到冠军还是一件很开心的事情。

#### 世青賽奪冠
2012年6月，奥原希望代表日本隊出戰南韓金泉市舉行的亞洲青年羽毛球錦標賽，先助國家隊力壓勁敵中國拿下團體賽冠軍，又在個人賽事贏得女單亞軍。她隨後轉飛美洲參加加拿大羽毛球大獎賽，拿下个人首个大獎赛冠军。
同年10月，奥原希望代表日本隊出戰日本千葉縣舉行的世界青年羽毛球錦標賽。在率先進行的混合团体赛中，日本队以2比3不敌中国队，获得团体赛亚军；而在個人賽事中，奥原希望則在决赛中以2比0（21-12、21-9）擊敗队友山口茜，拿下日本队历史上首枚世青赛女单金牌。
赛后，奥原希望表示自己获胜的关键是打得較有耐心，非受迫性失误比较少，所以始终掌握着主动权。她认为「比起全国综合锦标赛，这个冠军的奖杯要小很多，但是一只手拿着它的时候，只有冠军才能体会到它的重量。」

### 2013年 重傷休戰
2013年1月，奧原希望出戰馬來西亞超級賽。她在半準決賽對戰印度的塞娜·内维尔，戰至第二局完結休息时，因膝盖不适而接受了大会医生的治療；但在第三局開始時，因接應對手一记回球而令膝伤加重，最後不得不弃权。後來，醫生證實她的左膝半月板受伤，並須在4月時进行手术，她亦因而缺席了大半年的比赛。
同年10月，奧原希望復出，並出戰中國首要超級賽和年底舉行的全日本綜合羽毛球錦標賽。由於受伤病的影响，她在該年的全日本綜合羽毛球錦標賽只能止步第二轮；在随后公布的国家队名单中，她亦被降至B队，因此只能参加级别较低的黄金大奖赛和大奖赛等国际比赛。

### 2014年 傷癒復出
2014年，奥原希望的国际赛表現随着膝伤好转而逐漸復甦。她先在4月舉行的紐西蘭大獎賽拿下復出後的首个冠军，又在下半年進行的越南大獎賽和韓國大獎賽再夺兩项冠军。大獎賽中的優秀表现，让奥原希望重新得到参加超级系列赛的机会。
同年11月，奥原希望出戰香港羽毛球超級賽，先後擊敗孙瑜、P·V·辛杜、山口茜等強敵，並在準決賽以2比0（21-13、21-9）淘汰該年的世錦賽冠軍卡罗列娜·马琳，最後她在決賽以0比2（19-21、11-21）不敵戴資穎，奪得亞軍，創下個人的最佳國際賽成績。

### 2015年 超級賽奪冠
踏進2015年，奧原希望連奪馬來西亞羽毛球大師賽和中國國際挑戰賽兩個賽事的冠軍，又在德國黃金大獎賽打進四強；她的女單世界排名亦首次躋身頭10位（2015年4月9日）。
同年5月，奧原首次入選蘇迪曼盃陣容，代表日本參加中國東莞舉行的蘇迪曼盃，並作為女單的主力隊員多次被派上場；其中，日本队在準決賽对阵韩国队，奥原在先失一局的不利情况下连胜两局，以2比1战胜成池铉，最終助日本队成功打進決賽，贏得亞軍。
2015年8月，奧原希望參加印尼雅加達舉行的世界羽毛球錦標賽，以9號種子身分出戰女子單打項目，故在首圈輪空；但在次圈就以1比2（12-21、21-17、14-21）不敵泰國的蓬迪·布拉那巴硕出局。然而，她在9月進行的日本羽毛球超級賽卻一洗頹風，連挫拉差诺·因达农、三谷美菜津及戴資穎等好手打進女單決賽，最後以2比0（21-18、21-12）擊敗山口茜，首次赢得超級系列賽冠軍。

### 2016年 全英奪冠、奥运获铜
2016年3月，奥原希望出战全英羽毛球首要超級賽，一路淘汰妮查恩·金达蓬、琳达·韦尼·法内特里、王仪涵、卡罗列娜·马琳等名將打進女單決賽，最後更以2比1（21-11、16-21、21-19）擊敗王適嫻，贏得冠軍。除此之外，奥原的女單世界排名一度上升到第3位（2016年3月17日），創下其羽球生涯的新高。
同年8月，奥原希望代表日本參加巴西里約熱內盧舉行的奥林匹克运动会羽毛球比賽，以赛会6號種子身分出戰女子單打項目。在小組賽階段，她先後擊敗越南的武氏妆和印尼的琳达·韦尼·法内特里，順利晉級淘汰賽。她先在16強賽中以2比0（21-6、21-7）横扫韩国的裴延姝，又在半準決賽的德比戰中，以2比1（11-21、21-17、21-10）逆轉拿下队友山口茜。及至準決賽，奥原面對印度的普萨拉·文卡塔·辛杜，最終以0比2（19-21、10-21）落敗，无缘決賽。在其後進行的季軍戰中，她因对手李雪芮棄權而拿得了铜牌，創下日本女单在历屆奧運會的最佳成績。奥原回国后，在日本长野县大町市参加了盛大的庆祝游行活动。

### 2017年 世錦賽奪冠
2017年8月，奥原希望參加蘇格蘭格拉斯哥舉行的世界羽毛球錦標賽，以7號種子身分出戰女子單打項目，故在首圈輪空；她先在次圈以2比1擊敗加拿大的雷切尔·洪德里克；在第三圈又以2比1反勝11號種子、國家隊隊友大堀彩晉級；她在半準決賽面對3號種子、西班牙的卡罗列娜·马琳，以2比1（21-18、14-21、21-15）勝出，首次打進四強。其後，她在準決賽对阵12號種子、印度的塞娜·内维尔，以2比1（12-21、21-17、21-10）反勝，晉級決賽。
在決賽中，奥原希望對陣4號種子、印度的普萨拉·文卡塔·辛杜。第一局奥原受制對手的积极杀球，以5-11进入局间暂停，但她在暂停後逐渐将比分迫近，在11-14落后时打出一个7-0以18-14反超，最終以21-19先取一局。第二局雙方戰況緊湊，但奥原一直处于追分角色，戰至20-21時，二人曾打出一个73拍的多拍相持，最终辛杜拿下这分以22-20获胜，扳成平手。决胜局，雙方争夺进入白热化，輪流得分，最後奥原在力戰下以22-20取得勝利，奪得冠軍。
奥原成為继1977年第一届世锦赛栂野尾悦子/植野惠美子组合奪得女双冠軍以来，时隔40年之後日本的第二個世錦賽冠军。她在賽後表示，这枚世锦赛金牌令自己信心大增，她會以东京奥运會夺冠为目标，会继续努力训练和积累比赛经验。
繼世錦賽之後，奧原希望與普萨拉·文卡塔·辛杜再次於韓國羽毛球超級賽決賽碰頭，最終奧原希望以1比2（20-22、21-19、18-21）落敗，僅得亞軍。其後，兩人又在隔週的日本羽毛球超級賽16強賽遭遇，最後奧原以直落二（21-18、21-8）輕取辛杜。但在半準決賽戰勝美國的張蓓雯之後，奧原希望再度因為膝蓋不適而宣布棄權，並在事後記者會表示「總是在自己狀態不錯時受傷」並且為自己「不能在日本球迷面前好好表現感到抱歉」。

### 2018年 无缘卫冕
2018年7月，奥原希望出战泰國羽毛球公開賽，在女单决赛以2比0（21-15、21-18）力压赛会2号种子、印度一姐的普萨拉·文卡塔·辛杜，赢得个人在本年度的第一个冠军。同年8月，她参加中国江苏省南京市舉行的世界羽毛球錦標賽，以8號種子身分出戰女子單打項目，故在首圈輪空；次圈以2比0（21-11、21-9）横扫加拿大的雷切爾·洪德里克；在第三圈以2比0（23-21、21-13）轻取马来西亚新星的吳堇溦；八强中面对赛会3号种子、奥运亚军的普薩拉·文卡塔·辛杜，以0比2（17-21、19-21）不敌对手，无缘卫冕女单冠军。

### 2019年 二站公開賽均夺亚军
2019年2月，奥原希望出战德國羽毛球公開賽，在女单準决赛以0比2（15-21、12-21）不敌赛会3号种子、世锦赛冠军的拉差诺·因达农。同年3月，她出战全英羽毛球公開賽，在女单準决赛以0比2（17-21、11-21）不敌赛会3号种子、中国的陈雨菲。同年4月，她出战馬來西亞羽毛球公開賽，在女单準决赛以0比2（15-21、20-22）不敌赛会4号种子、队友的山口茜。同期4月，她出战新加坡羽毛球公開賽，在女单决赛以0比2（19-21、15-21）不敌赛会头号种子、世界球后的戴資穎，赢得超級500賽女单亚军。同年5月，她代表日本参加中国广西壮族自治区南宁市举办的蘇迪曼盃，助日本队赢得混团亚军。同年6月，她出战澳洲羽毛球公開賽，在女单决赛以0比2（15-21、3-21）不敌赛会2号种子、中国的陈雨菲，赢得超級300賽女单亚军。同年7月，她出战日本羽毛球公開賽，在女单决赛以0比2（13-21、15-21）不敌赛会4号种子、队友的山口茜，赢得超級750賽女单亚军。

### 2021年 全英公開賽冠军、東京奧運
2021年3月，奧原希望出戰全英羽毛球公開賽，在女单决赛以2比0（21-14、21-16）擊敗蓬帕威·磋楚翁，獲得超級1000賽冠军。
奧原希望在2020年東京奧運羽球女子單打比賽中以小組第一晉級十六強，在十六強以2-0(21-9、21-7)戰勝加拿大的李文珊，在八強以1-2(21-13、13-21、14-21)爆冷輸給中國的何冰嬌，無緣爭牌。

## 技術特點
奥原希望的身高只有1.55米，所以后场进攻的威胁并不大，她往往通过更多的网前控制，把对手吸引到前场，再去抓对手后场的空檔。此外，她也擅於透过快速、多变的打法，對抗身材高大、进攻強勁的對手（如马琳、孙瑜、辛杜等），以拉锯战的方式消耗对方体力，寻找得分机会。

## 主要比賽成績
只列出曾進入準決賽的國際賽事成績：
| 年份   | 賽事                     | 公開賽級別 | 項目     | 成績   |
| ------ | ------------------------ | ---------- | -------- | ------ |
| 2011年 | 奧地利羽毛球國際挑戰賽   | 國際挑戰賽 | 女子單打 | 冠軍   |
| 2011年 | 加拿大羽毛球大獎賽       | 大獎賽     | 女子單打 | 準決賽 |
| 2011年 | 世界青年羽毛球錦標賽     | 其他       | 女子單打 | 銅牌   |
| 2012年 | 亞洲青年羽毛球錦標賽     | 其他       | 混合團體 | 金牌   |
| 2012年 | 亞洲青年羽毛球錦標賽     | 其他       | 女子單打 | 銀牌   |
| 2012年 | 加拿大羽毛球大獎賽       | 大獎賽     | 女子單打 | 冠軍   |
| 2012年 | 世界青年羽毛球錦標賽     | 其他       | 混合團體 | 銀牌   |
| 2012年 | 世界青年羽毛球錦標賽     | 其他       | 女子單打 | 金牌   |
| 2012年 | 印度羽毛球黃金大獎賽     | 黃金大獎賽 | 女子單打 | 準決賽 |
| 2014年 | 馬來西亞羽毛球黃金大獎賽 | 黃金大獎賽 | 女子單打 | 準決賽 |
| 2014年 | 紐西蘭羽毛球大獎賽       | 大獎賽     | 女子單打 | 冠軍   |
| 2014年 | 俄羅斯羽毛球大獎賽       | 大獎賽     | 女子單打 | 準決賽 |
| 2014年 | 越南羽毛球大獎賽         | 大獎賽     | 女子單打 | 冠軍   |
| 2014年 | 韓國羽毛球大獎賽         | 大獎賽     | 女子單打 | 冠軍   |
| 2014年 | 香港羽毛球超級賽         | 超級賽     | 女子單打 | 亞軍   |
| 2015年 | 馬來西亞羽毛球大師賽     | 黃金大獎賽 | 女子單打 | 冠軍   |
| 2015年 | 中國羽毛球國際挑戰賽     | 國際挑戰賽 | 女子單打 | 冠軍   |
| 2015年 | 德國羽毛球黃金大獎賽     | 黃金大獎賽 | 女子單打 | 準決賽 |
| 2015年 | 蘇迪曼盃                 | 其他       | 混合團體 | 銀牌   |
| 2015年 | 美國羽毛球黃金大獎賽     | 黃金大獎賽 | 女子單打 | 冠軍   |
| 2015年 | 日本羽毛球超級賽         | 超級賽     | 女子單打 | 冠軍   |
| 2015年 | 香港羽毛球超級賽         | 超級賽     | 女子單打 | 亞軍   |
| 2015年 | 世界羽聯超級系列賽總決賽 | 首要超級賽 | 女子單打 | 冠軍   |
| 2016年 | 亞洲羽毛球團體錦標賽     | 其他       | 女子團體 | 銀牌   |
| 2016年 | 德國羽毛球黃金大獎賽     | 黃金大獎賽 | 女子單打 | 準決賽 |
| 2016年 | 全英羽毛球首要超級賽     | 首要超級賽 | 女子單打 | 冠軍   |
| 2016年 | 優霸盃                   | 其他       | 女子團體 | 銅牌   |
| 2016年 | 奧林匹克運動會羽毛球比賽 | 其他       | 女子單打 | 銅牌   |
| 2017年 | 馬來西亞羽毛球首要超級賽 | 首要超級賽 | 女子單打 | 準決賽 |
| 2017年 | 蘇迪曼盃                 | 其他       | 混合團體 | 銅牌   |
| 2017年 | 澳洲羽毛球超級賽         | 超級賽     | 女子單打 | 冠軍   |
| 2017年 | 世界羽毛球錦標賽         | 其他       | 女子單打 | 金牌   |
| 2017年 | 韓國羽毛球超級賽         | 超級賽     | 女子單打 | 亞軍   |
| 2017年 | 日本羽毛球超級賽         | 超級賽     | 女子單打 | 準決賽 |
| 2018年 | 亞洲羽毛球團體錦標賽     | 其他       | 女子團體 | 金牌   |
| 2018年 | 德國羽毛球公開賽         | 超級300賽  | 女子單打 | 準決賽 |
| 2018年 | 優霸盃                   | 其他       | 女子團體 | 金牌   |
| 2018年 | 泰國羽毛球公開賽         | 超級500賽  | 女子單打 | 冠軍   |
| 2018年 | 亞洲運動會羽毛球比賽     | 其他       | 女子團體 | 金牌   |
| 2018年 | 日本羽毛球公開賽         | 超級750賽  | 女子單打 | 亞軍   |
| 2018年 | 中國羽毛球公開賽         | 超級1000賽 | 女子單打 | 準決賽 |
| 2018年 | 韓國羽毛球公開賽         | 超級500賽  | 女子單打 | 冠軍   |
| 2018年 | 中國福州羽毛球公開賽     | 超級750賽  | 女子單打 | 亞軍   |
| 2018年 | 香港羽毛球公開賽         | 超級500賽  | 女子單打 | 冠軍   |
| 2018年 | 世界羽聯世界巡迴賽總決賽 | 總決賽     | 女子單打 | 亞軍   |
| 2019年 | 德國羽毛球公開賽         | 超級300賽  | 女子單打 | 準決賽 |
| 2019年 | 全英羽毛球公開賽         | 超級1000賽 | 女子單打 | 準決賽 |
| 2019年 | 馬來西亞羽毛球公開賽     | 超級750賽  | 女子單打 | 準決賽 |
| 2019年 | 新加坡羽毛球公開賽       | 超級500賽  | 女子單打 | 亞軍   |
| 2019年 | 蘇迪曼盃                 | 其他       | 混合團體 | 銀牌   |
| 2019年 | 澳洲羽毛球公開賽         | 超級300賽  | 女子單打 | 亞軍   |
| 2019年 | 日本羽毛球公開賽         | 超級750賽  | 女子單打 | 亞軍   |
| 2019年 | 世界羽毛球錦標賽         | 其他       | 女子單打 | 銀牌   |
| 2019年 | 丹麥羽毛球公開賽         | 超級750賽  | 女子單打 | 亞軍   |
| 2019年 | 中國福州羽毛球公開賽     | 超級750賽  | 女子單打 | 亞軍   |
| 2019年 | 世界羽聯世界巡迴賽總決賽 | 總決賽     | 女子單打 | 準決賽 |
| 2020年 | 全英羽毛球公開賽         | 超級1000賽 | 女子單打 | 準決賽 |
| 2020年 | 丹麥羽毛球公開賽         | 超級750賽  | 女子單打 | 冠軍   |
| 2021年 | 全英羽毛球公開賽         | 超級1000賽 | 女子單打 | 冠軍   |
| 2022年 | 優霸盃                   | 其他       | 女子團體 | 銅牌   |
| 2022年 | 海洛羽球公開賽           | 超級300賽  | 女子單打 | 準決賽 |
| 2023年 | 西德·莫迪羽毛球國際賽    | 超級300賽  | 女子單打 | 冠軍   |
| 2023年 | 奧迪沙羽毛球大師賽       | 超級100賽  | 女子單打 | 冠軍   |
| 2024年 | 印尼羽毛球大師賽         | 超級500賽  | 女子單打 | 亞軍   |
| 2024年 | 亞洲羽毛球團體錦標賽     | 其他       | 女子團體 | 季軍   |
| 2024年 | 瑞士羽毛球公開賽         | 超級300賽  | 女子單打 | 準決賽 |
| 2024年 | 優霸盃                   | 其他       | 女子團體 | 季軍   |
| 2024年 | 加拿大羽毛球公開賽       | 超級500賽  | 女子單打 | 準決賽 |

| 2007-2017年 | 首要超級賽 | 超級賽 | 黃金大獎賽 | 大獎賽 | 國際挑戰賽 | 國際系列賽 | 未來系列賽 | 其他 |

| 2018-2026年 | 總決賽 | 超級1000賽 | 超級750賽 | 超級500賽 | 超級300賽 | 超級100賽 | 國際挑戰賽 | 國際系列賽 | 未來系列賽 | 其他 |

### 世界冠軍頭銜
奧原希望在羽毛球生涯中共奪得 2 項羽毛球世界冠軍頭銜。
| 賽事             | 奪冠次數 | 年份               |
| ---------------- | -------- | ------------------ |
| 世界羽毛球錦標賽 | 1        | 2017年（女子單打） |
| 優霸盃           | 1        | 2018年（女子團體） |
| 總計             | 2        |                    |

### 奧運會和世錦賽參賽紀錄
|          | 2015 | 2016 | 2017 | 2018 | 2019 | 2020 | 2021  | 2022  | 2023 |
| -------- | ---- | ---- | ---- | ---- | ---- | ---- | ----- | ----- | ---- |
| 女子單打 | 32強 | 銅牌 | 冠軍 | 8強  | 亞軍 | 8強  | 32強* | 32強* | 8強  |

* 賽前退賽

## 主要對賽紀錄
奧原希望與主要對手的對賽成績如下（只列出對賽五次或以上對手，截至2023年12月17日）：
| 對手                       | 對賽次數 | 對賽結果 | 對賽結果 | 總計 |
| 對手                       | 對賽次數 | 勝       | 負       | 總計 |
| -------------------------- | -------- | -------- | -------- | ---- |
| 大堀彩                     | 9        | 8        | 1        | +7   |
| 高橋沙也加                 | 9        | 8        | 1        | +7   |
| 佐藤冴香                   | 5        | 5        | 0        | +5   |
| 山口茜                     | 19       | 11       | 8        | +3   |
| 普萨拉·文卡塔·辛度         | 19       | 9        | 10       | -1   |
| 塞娜·内维尔                | 14       | 5        | 9        | -4   |
| 卡罗列娜·马琳              | 17       | 8        | 9        | -1   |
| 妮查恩·金達蓬              | 8        | 7        | 1        | +6   |
| 布桑兰·恩布鲁庞            | 9        | 7        | 2        | +5   |
| 蓬帕威·磋楚翁              | 6        | 5        | 1        | +4   |
| 拉差诺·因达农              | 17       | 11       | 6        | +5   |
| 蓬迪·布拉那巴硕            | 5        | 1        | 4        | -3   |
| 白馭珀                     | 7        | 5        | 2        | +3   |
| 戴資穎                     | 15       | 6        | 9        | -3   |
| 何冰娇                     | 12       | 8        | 4        | +4   |
| 李雪芮（退役）             | 5        | 3        | 2        | +1   |
| 王仪涵（退役）             | 6        | 3        | 3        | 0    |
| 孙瑜（退役）               | 8        | 4        | 4        | 0    |
| 陈雨菲                     | 13       | 4        | 9        | -5   |
| 成池鉉（退役）             | 10       | 6        | 4        | +2   |
| 張雁宜                     | 8        | 8        | 0        | +8   |
| 葉姵延                     | 6        | 5        | 1        | +4   |
| 謝抒芽                     | 7        | 7        | 0        | +7   |
| 叶夫根尼娅·科泽茨卡娅      | 7        | 7        | 0        | +7   |
| 張蓓雯                     | 6        | 6        | 0        | +6   |
| 李文珊                     | 13       | 9        | 4        | +5   |
| 格蕾戈麗亞·瑪麗斯卡·東宗   | 6        | 4        | 2        | +2   |
| 琳达·韦尼·法内特里（退役） | 6        | 4        | 2        | +2   |
| 莱恩·霍尔马克·杰克斯菲德   | 6        | 6        | 0        | +6   |

## 外部連結
- 奧原希望在国际奥林匹克委员会的资料
- 奧原希望的X（前Twitter）
- 奧原希望的Instagram帳戶